# Кукуевка (Белгородская область)
Кукуевка — село в Валуйском районе Белгородской области России, административный центр Кукуевского сельского поселения.

## География
Село расположено в юго-восточной части Белгородской области, близ границы с Украиной, в 13,1 км по прямой к юго-западу от районного центра, города Валуек.

## История

### Основание
В столичном архиве сохранилась купчая княгини Татьяны Борисовны Голицыной: 
«1745 год, 1 октября от села Долгого помещика вдовы Авдотьи Андреевны дочери Федосеевской члены, да вдовы ж Афиногена Ермакова дочь, жены Лукьяна Федосеевского с детьми своими Климом да Козьмой продали мы, Авдотья, наследную отцовскую землю (Андрея Кутепова) 20 четвертей, а Афиногена Ермакова дочь с детьми 10 четвертей в поле с лесы, дубравы и сенные покосы и с усадебными местами...».
Очевидно, тогда же, в 1745 — начале 1746 года на этих землях и появились «новопостроенные дворы, сады» деревни Кукуевки.

Из тех же документов:
«в 1757 году князю Николаю Михайловичу Голицыну достались слободы Уразова и Кукуевка».
В челобитной от 26 октября 1766 года в вотчинную канцелярию Н.М. Голицын сообщал, что 
«после покойной (его) родительницы Татьяны Борисовны досталось мне имение по разделу с братьями моими родными (перечисляет с титулами: Александр, Дмитрий, Андрей.): часть... слободы в Валуйском уезде Малая Знаменка и поселенная крестьянами деревня Кукуевка». По справке вотчинной коллегии Н.М. Голицын «купил Кукуевку у сестры Натальи Михайловны»...
В этой связи годом рождения Кукуевки, по всей видимости, можно считать 1745 год.

### Исторический очерк
В 1859 году — Валуйского уезда «деревня казённая при колодцах» Кукуевка «по левую сторону большого просёлочного тракта от города Валуек на город Харьков».
В 1900 году Валуйского уезда Уразовской волости село Кукуевка «при урочищах Бренском, Среднем и Круглом».

Из справочной кн. «Россия...» (1902 года):
«В 8 верстах к западо-северо-западу от станции Уразова находится село той же волости Кукуевка, имеющее до 2.200 жителей»...
С июля 1928 года село Кукуевка в Уразовском районе — центр Кукуевского сельсовета, объединяющего сёла Долгое, собственно Кукуевку и хутора Зеленку, Ново-Егорьевку, Ново-Лановку и Песчанку.
В 1950-е годы в Кукуевском сельсовете оставались сёла Долгое и Кукуевка и хутор Песчанка.
В декабре 1962 года Уразовский район «был ликвидирован», Кукуевский сельсовет «влился» в Валуйский район.
В 1997 году село Кукуевка в Валуйского района — центр Кукуевского сельского округа, в который входят ещё село Долгое и хутор Песчанка.
В 2010 году село Кукуевка — центр Кукуевского сельского поселения Валуйского района.

## Население
В 1859 году в деревне Кукуевке переписан 341 двор, 2295 жителей (1090 мужчин, 1205 женщин).
В 1900 году село Кукуевка — 356 дворов, 2284 жителя (1214 мужчин, 1070 женщин).
На 1 января 1932 года в селе Кукуевке 2345 жителей.
На 17 января 1979 года в селе Кукуевке — 510 жителей, на 12 января 1989 года — 525, на 1 января 1994 года — 538 жителей, 217 хозяйств.
В 1997 году в селе Кукуевке было 213 домовладений, 528 жителей; в 1999 году — 524 жителя; в 2001 году — 499.
| 1859 | 1897  | 2002 | 2010 |
| ---- | ----- | ---- | ---- |
| 2295 | ↘2228 | ↘477 | ↘411 |

## Инфраструктура
В начале 1990-х годов Кукуевка оставалась центральным селом колхоза им. Свердлова (в 1992 году — 377 колхозников), занятого растениеводством и животноводством. По состоянию на 1995 год в селе Кукуевке — АОЗТ им. Свердлова (производство зерновых), библиотека, неполная средняя школа.